# Марк Аврелий Кота Максим Месалин
Вижте пояснителната страница за други личности с името Марк Аврелий.
Марк Аврелий Кота Максим Месалин (на латински: Marcus Aurelius Cotta Maximus Messalinus) е политик и сенатор на ранната Римска империя.

## Биография
Произлиза от клон Месала Корвин на фамилията Валерии. Той е по-малкият син на Марк Валерий Месала Корвин (консул 31 пр.н.е.) и Аврелия. Осиновен е от клон Кота на фамилията Аврелии и е приятел с император Тиберий. Той е брат на бабата по майчина линия на Лолия Павлина, втората съпруга на император Калигула.
През 20 г. Аврелий Кота е консул заедно с Марк Валерий Месала Месалин Барбат.